# Eduardo Suplicy
Eduardo Matarazzo Suplicy GOOMM (São Paulo, 21 de junho de 1941) é um economista, professor universitário, administrador de empresas e político brasileiro, filiado ao Partido dos Trabalhadores (PT), do qual é um dos fundadores. Atualmente é deputado estadual de São Paulo, estado pelo qual foi senador entre 1991 e 2015.
Membro do ramo ítalo-brasileiro da família Matarazzo, é bisneto do conde Francesco Matarazzo, sendo o oitavo dos onze filhos de Filomena Matarazzo (1908-2013), neta do conde, e do corretor de café Paulo Cochrane Suplicy (1896-1977).
É formado em administração de empresas pela Escola de Administração de Empresas da Fundação Getúlio Vargas (FGV) e em economia pela Universidade Estadual de Michigan (Estados Unidos), onde também concluiu seu mestrado e doutorado (PhD). Em 2 de fevereiro de 2016, recebeu também o título de Doutor Honoris Causa da Université Catholique de Louvain (UCL/Bélgica).

## Início de vida
Eduardo Matarazzo Suplicy nasceu em São Paulo, 21 de junho de 1941, filho de Paulo Cochrane Suplicy e de Filomena Matarazzo Suplicy. Filomena teve seu primeiro casamento com Anésio Lara Campos, com quem teve dois filhos e, uma vez viúva, casou-se com Paulo Suplicy, com quem teve mais nove filhos: Besita, Vera, Paulo, Eduardo, Roberto, Marina, Ana Maria, Rony e Luís.

## Trajetória profissional e acadêmica
Ainda como estudante, Suplicy atuou como pesquisador do Centro de Pesquisa e Publicações na Escola de Administração de Empresas da Fundação Getulio Vargas (EAESP/FGV). Foi também estagiário da Companhia Siderúrgica Paulista (COSIPA). Depois de graduado, em 1964, trabalhou com seu pai no escritório Suplicy de corretagem, com responsabilidade sobre o setor de exportação de manufaturados.
Em 1966, prestou concurso para professor de economia na EAESP/FGV e foi aprovado. Manteve-se como professor titular desta instituição até dezembro de 2012, quando se aposentou. Ao longo do tempo como professor, não deixou de ministrar aulas nos períodos em que exerceu mandatos parlamentares.
Também em 1966, seguiu para os EUA para realizar seu mestrado em economia pela Michigan State University até 1968. De volta ao Brasil, lecionou novamente em tempo integral até 1970. Em agosto de 70 voltou aos EUA para fazer seu doutorado em economia, outra vez em Michigan. Contou neste período com o vínculo de um ano em Stanford. Defendeu sua tese em 1973 sob o título "Os efeitos da minidesvalorização na economia brasileira", que foi publicada pela FGV em 1976.
Contribuiu com artigos para diversos veículos de imprensa ao longo de sua carreira, como o jornal Última Hora e Jornal da Tarde. Em 1975, foi editor de economia da Revista Visão, onde trabalhou com Vladimir Herzog. De 1976 a 1980 foi redator de artigos de economia para a Folha de S.Paulo. Foi neste período que, convidado para realizar palestras em universidades, conheceu o então líder sindical Luiz Inácio Lula da Silva, que fora convidado para acompanhar uma das palestras de Suplicy na Fundação Santo André.
Suplicy ainda voltaria a ser professor em tempo integral em 1987 e parte de 1988, quando esteve desvinculado de cargos parlamentares. Foi neste período que publicou seu livro “Da Distribuição da Renda e dos Direitos à Cidadania”, em que aborda as diferentes formas que cada setor da sociedade brasileira tem para influenciar a política econômica.
A trajetória de Eduardo Suplicy foi demonstrada em diferentes suportes bibliográficos, embora somente em tempos recentes foi publicado um artigo acadêmico derivado de pesquisa científica no campo da história oral de vida política. O artigo "Eduardo Matarazzo Suplicy: história oral de vida política - highlights de memória", publicado na Revista Tempo & Argumento, traz a lume o percurso político de Suplicy a partir de uma longa entrevista concedida ao historiador Leandro Seawright.

## Trajetória política
Em 1978, Eduardo Suplicy foi eleito deputado estadual pelo antigo MDB. Em 1982, foi eleito deputado federal pelo então recém-criado PT, tendo ajudado a fundar o novo partido. Candidatou-se a prefeito de São Paulo em 1985 (perdeu para Jânio Quadros) e em 1992 (vencido por Paulo Maluf) e a governador em 1986 (superado por Orestes Quércia). Foi o mais votado vereador de São Paulo nas eleições de 1988, tendo cinco vezes mais votos do que o segundo vereador mais votado, ocupando o cargo de presidente da Câmara Municipal no biênio 1989-1990.

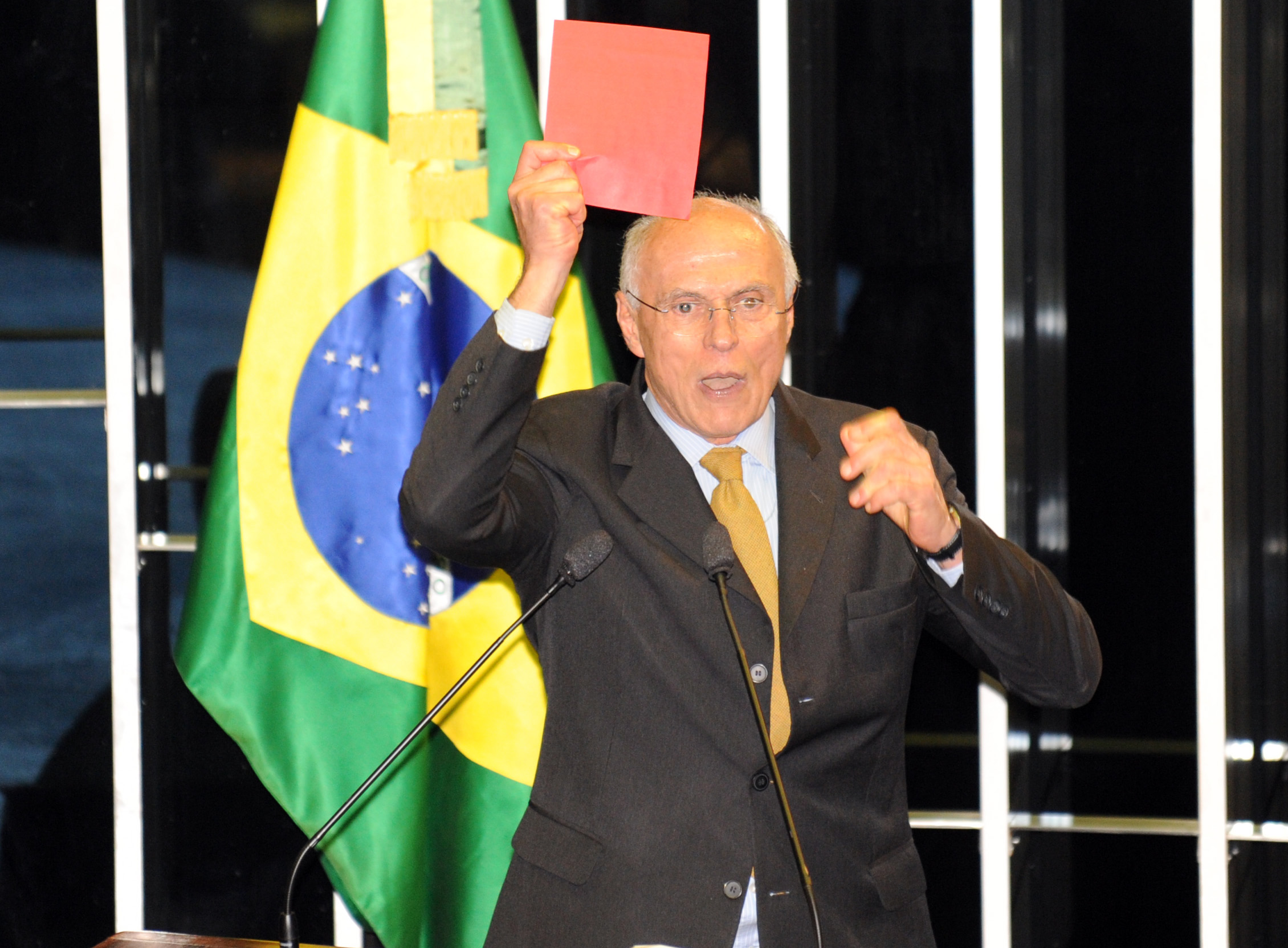
O senador Eduardo Suplicy mostra, em plenário, um cartão vermelho, dirigido simbolicamente ao presidente do Senado, José Sarney, pedindo seu afastamento.

Em outubro de 1990 foi eleito pela primeira vez ao Senado, obtendo 4 229 867 votos (35,4%) vencendo nomes consagrados como o jornalista Ferreira Netto (PRN), o ex-governador Franco Montoro (PSDB) e o empresário Guilherme Afif Domingos (PL).
No início de seu primeiro mandato, defendeu a implementação de um programa de transferência de renda chamado Programa de Garantia de Renda Mínima, que apresentou como proposta em abril de 1991 por meio do Projeto de Lei do Senado 80/1991. A proposta se organizava na forma de um imposto de renda negativo. No projeto original estava previsto que os cidadãos que recebessem até dois salários mínimos poderiam obter uma complementação de 30% da diferença entre sua renda e o próprio valor de dois salários mínimos. Apesar de aprovado pelo Senado Federal o projeto nunca chegou a ser apreciado pela Câmara dos Deputados. Em 2001, Suplicy apresentou um novo projeto para instituir a Renda Básica de Cidadania que garantiria a todos os cidadãos o direito a uma renda incondicional paga em igual valor a todos os habitantes do país. Esta renda teria como objetivo garantir as necessidades básicas de todos os cidadãos. Aprovado em 2003, o projeto deu origem à Lei N° 10 835, sancionada por Luiz Inácio Lula da Silva, em 8 de Janeiro daquele ano. A lei contém um parágrafo que determina que seu alcance deve se dar em etapas. Em seu livro intitulado Renda de Cidadania - A saída é pela porta, Suplicy relata sua trajetória política junto ao PT e demonstra como a Renda Básica de Cidadania apresenta vantagens diante todos os programas de transferência de renda.
Em 1998 foi reeleito para seu segundo mandato, com 6 718 463 votos (43,1%) vencendo Oscar Schmidt (PPB), ex-jogador de basquete apoiado por Paulo Maluf.
Em 2002, disputou as prévias internas do PT, com Luiz Inácio Lula da Silva, para ser o candidato do partido à Presidência da República, alcançando 15,6%. No entanto, desde as primeiras eleições diretas desde a redemocratização do país, esta era a primeira vez que Lula precisou disputar prévias para sair candidato pela legenda.
Em 2003, quando um grupo de deputados federais e senadores do PT (a maioria fundadores do partido), liderados pela senadora do estado de Alagoas, Heloísa Helena, e composto pelos deputados Babá e Luciana Genro, estes foram expulsos do partido, por serem contrários aos caminhos por ele tomados, Suplicy foi um dos seus poucos filiados notórios que defendeu publicamente os dissidentes, o que provocou a ira de outros dirigentes do PT, como José Dirceu, e o risco de não ser mais candidato ao Senado numa próxima legislatura. Este grupo de dissidentes viria mais tarde a fundar o Partido Socialismo e Liberdade (PSOL).
Em 2004, como senador, Suplicy foi admitido pelo presidente Lula ao grau de Grande-Oficial especial da Ordem do Mérito Militar.
Em outubro de 2006 foi reeleito para seu terceiro mandato como senador por São Paulo, com 8 986 803 votos (47,82%) numa votação mais apertada que as demais, em que disputou novamente com Guilherme Afif Domingos (43,7%), do PFL, e que era apoiado pelo PSDB.
Em 2009, diante da crise que ocupou o Senado com o arquivamento das onze denúncias contra José Sarney, o senador Eduardo Suplicy - depois de receber centenas de e-mails de seus eleitores pedindo uma atitude - chegou a pedir explicação do presidente da casa em plenário e, mostrando a ele um cartão vermelho simbólico, pediu sua expulsão.
Em 2014 completou vinte e quatro anos de legislatura, posto pelo qual ele é mais conhecido e com o qual normalmente ele é mais identificado. Tentou seu quarto mandato, mas acabou ficando em segundo lugar, com 6 176 499 votos (32,5%) sendo derrotado pelo candidato do PSDB, José Serra, que obteve 58,49% dos votos.

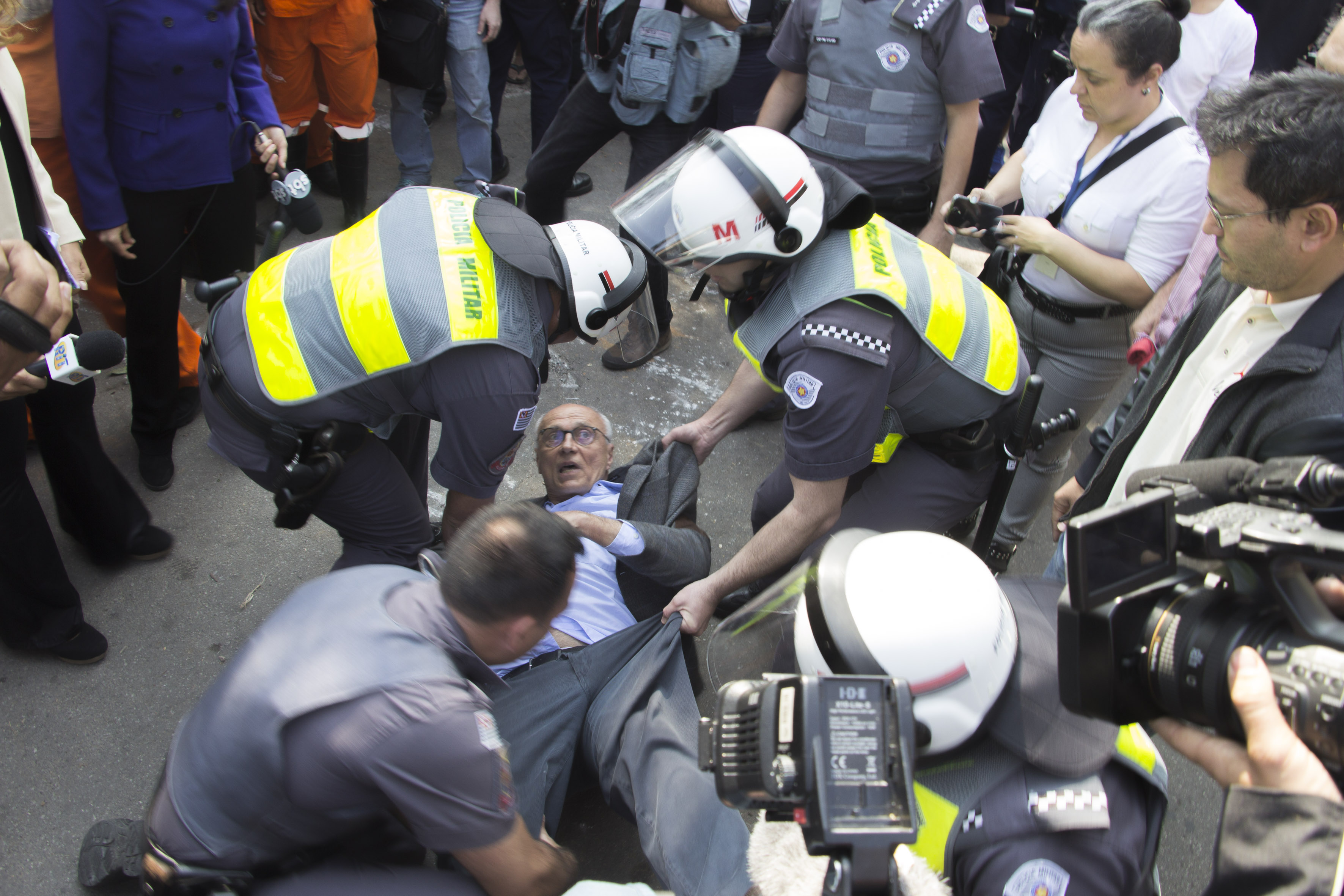
Suplicy é detido durante reintegração de posse na Cidade Educandário, próximo à Raposo Tavares, no dia 25 de Julho de 2016, após manifestação de moradores contrários à ação da Polícia Militar.

No dia 2 de fevereiro de 2015, foi empossado como Secretário Municipal de Direitos Humanos e Cidadania da cidade de São Paulo pelo prefeito Fernando Haddad.
Em 2 de abril de 2016, pediu exoneração do cargo de secretário para, assim, tornar-se elegível ao cargo de vereador nas eleições de 2016.
Em 25 de julho de 2016, Suplicy foi detido por três horas no 75º Distrito Policial pela Polícia Civil de São Paulo por desobediência civil ao ter-se deitado na rua durante um protesto contra uma reintegração de posse na Zona Oeste de São Paulo.
Foi o mais votado vereador de São Paulo nas eleições de 2016 com 301 446 votos (5,62% dos votos validos), tendo quase três vezes mais votos do que o segundo vereador mais votado. Foi o vereador mais bem votado da história da cidade de São Paulo.
Nas eleições de 2018, foi candidato a senador de São Paulo pela quinta vez, ficando em terceiro lugar com 4 667 565 votos (13,3%), sendo derrotado por Major Olímpio do PSL (25,8%) e Mara Gabrilli do PSDB (18,6%).
Nas eleições de 2020, Eduardo Suplicy era pré-candidato do PT à Prefeitura de São Paulo. Porém, abriu mão de concorrer nas prévias, anunciando apoio ao ex-ministro da Saúde Alexandre Padilha. O candidato final do PT à prefeitura foi Tatto, e Eduardo Suplicy foi reeleito como o vereador mais votado no país no ano de 2020, com quase 170 mil votos.
Nas eleições de 2022, foi eleito com 807.015 votos para o cargo de deputado estadual, sendo o campeão de votos, assim retornando à Assembleia Legislativa do Estado de São Paulo após 40 anos.

### Projetos
Suplicy foi uma figura importante para a implementação do Dia Nacional de Doenças Raras. O Projeto de Lei foi proposto oficialmente por Romário em 2015 e aceito durante o governo de Michel Temer em 2018.

## Desempenho eleitoral
| Ano  | Eleição                | Partido | Cargo             | Votos     | %                 | Resultado  | Ref    |
| ---- | ---------------------- | ------- | ----------------- | --------- | ----------------- | ---------- | ------ |
| 1978 | Estaduais em São Paulo | MDB     | Deputado Estadual | 70.377    | n/d               | Eleito     | [ 42 ] |
| 1982 | Estaduais em São Paulo | PT      | Deputado Federal  | 83.189    | 0,72%             | Eleito     | [ 43 ] |
| 1985 | Municipal de São Paulo | PT      | Prefeito          | 827.452   | 20,70%            | Não eleito | [ 44 ] |
| 1986 | Estaduais em São Paulo | PT      | Governador        | 1.508.589 | 11,03%            | Não eleito | [ 45 ] |
| 1988 | Municipal de São Paulo | PT      | Vereador          | 201.549   | 3,92%             | Eleito     | [ 46 ] |
| 1990 | Estaduais em São Paulo | PT      | Senador           | 4.229.867 | 35,46%            | Eleito     | [ 47 ] |
| 1992 | Municipal de São Paulo | PT      | Prefeito          | 1.279.231 | 30,68% (1º Turno) | Não eleito | [ 48 ] |
| 1992 | Municipal de São Paulo | PT      | Prefeito          | 2.024.957 | 41,92% (2º Turno) |            | [ 48 ] |
| 1998 | Estaduais em São Paulo | PT      | Senador           | 6.718.463 | 43,13%            | Eleito     | [ 49 ] |
| 2006 | Estaduais em São Paulo | PT      | Senador           | 8.986.803 | 47,82%            | Eleito     | [ 50 ] |
| 2014 | Estaduais em São Paulo | PT      | Senador           | 6.176.499 | 32,53%            | Não eleito | [ 51 ] |
| 2016 | Municipal de São Paulo | PT      | Vereador          | 301.446   | 5,62%             | Eleito     | [ 52 ] |
| 2018 | Estaduais em São Paulo | PT      | Senador           | 4.667.565 | 13,32%            | Não eleito | [ 53 ] |
| 2020 | Municipal de São Paulo | PT      | Vereador          | 167.552   | 3,28%             | Eleito     | [ 54 ] |
| 2022 | Estaduais em São Paulo | PT      | Deputado Estadual | 807.015   | 3,46%             | Eleito     | [ 55 ] |

## Obras
- The Effects of Minidesvaluations on the brazilian economy, Michigan State University, Michigan, 1973.
- Compromisso, Brasiliense, 1978.
- Efeitos das Minidesvalorizações na Economia Brasileira, FGV, Rio de Janeiro, 2ª edição, 1979.
- Política Econômica Brasileira e Internacional, Vozes, Petrópolis, 2ª edição, 1979.
- Investigando o Caso Coroa-Brastel, Câmara dos Deputados, Brasília, 1984.
- Da distribuição da renda e dos direitos à cidadania, Brasiliense, 1988.
- Programa de Garantia de Renda Mínima, Brasília, Senado Federal, 1992.
- Atuação Parlamentar: projetos apresentados jan91/abr98, Brasília, Senado Federal, 1998.
- Renda Mínima: discussões e Experiências, Brasília, Senado Federal, 1998.
- Documentação do DEOPS-SP: Fotografias, legendas, Secretaria do Estado e da Cultura, 1999
- Renda de Cidadania: A Saída é pela Porta, Cortez Editora, 2001 e 7ª edição em 2013
- Atuação Parlamentar, Principais discursos 1999 a 2006, Brasília, Senado Federal, 2006.
- Renda Básica de Cidadania: a resposta dada pelo vento, L&PM, Porto Alegre, 2002 e 4ª edição em 2006.
- Um Notável Aprendizado: a busca da verdade e da justiça- do boxe ao senado, Futura, 2007.

## Vida pessoal

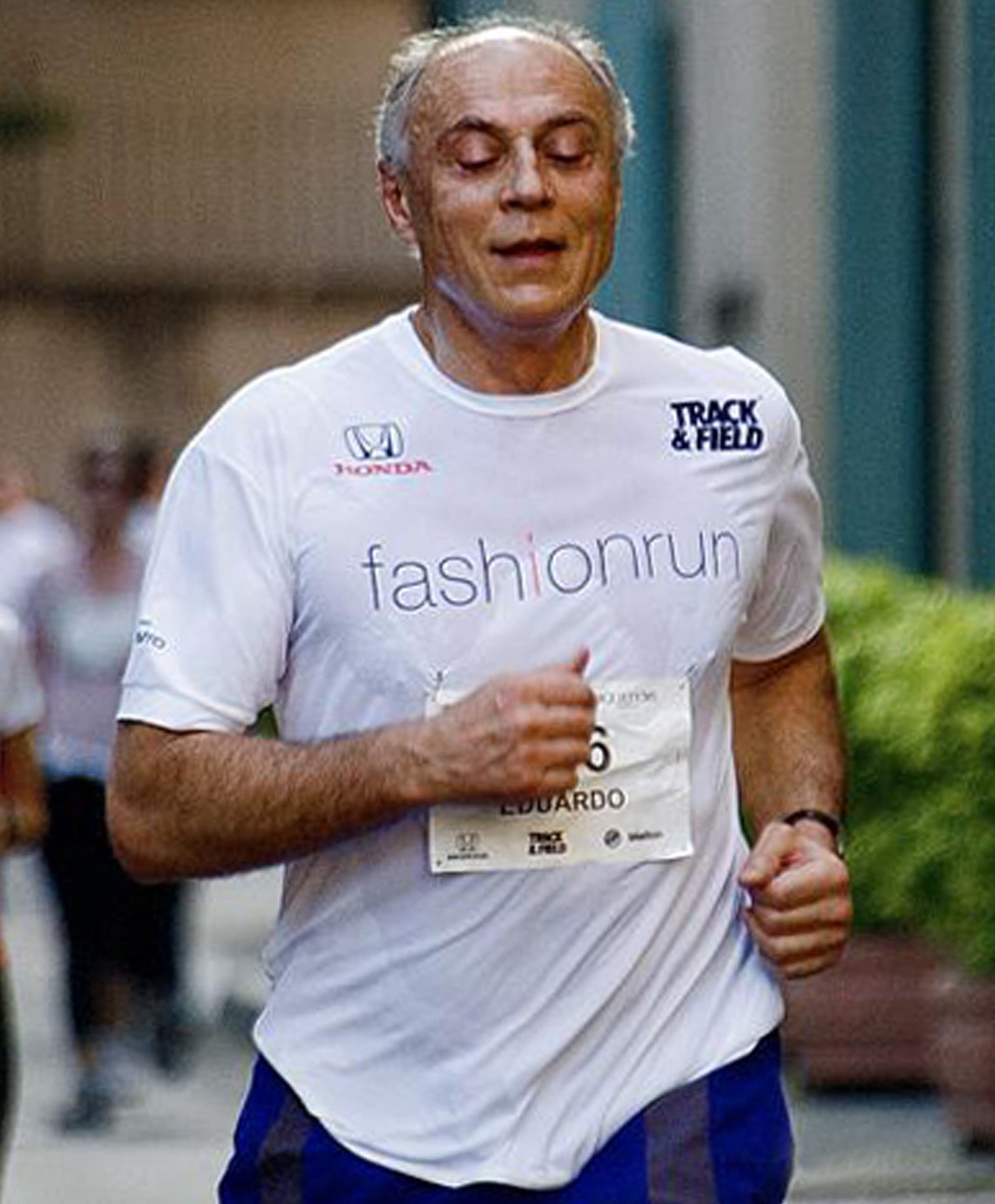
Amante do esporte, Suplicy pratica corrida e já foi pugilista.

Em 1964 Suplicy casou-se com Marta Teresa Smith de Vasconcelos, mais conhecida como Marta Suplicy, bisneta e trineta dos barões de Vasconcelos, e teve com ela três filhos: Eduardo (Supla), André e João. Em 2001 o casal se divorciou. Teve um relacionamento com a jornalista Mônica Dallari até o ano de 2017.
Em 1979, Suplicy, então deputado estadual pelo MDB, se sensibilizou pela história do jovem transexual Anderson Herzer, interno da FEBEM e, atuando como seu guardião, deu-lhe uma oportunidade de trabalho em seu gabinete e uma vida livre, fora dos muros da instituição. Apesar do auxílio recebido, Herzer se suicidou aos 20 anos de idade, em 1982, atirando-se do Viaduto 23 de Maio, localizado no centro da cidade de São Paulo. No mesmo ano, foi publicado o seu livro A Queda para o alto, que conta com poemas e textos autobiográficos. A vida de Herzer foi adaptada para o cinema no filme Vera, no qual o papel correspondente a Suplicy foi interpretado por Raul Cortez.
No ano de 1996, em reunião no diretório do PT, disse que: "se nós quisermos compreender bem o que hoje estão pensando os jovens nos bairros populares mais periféricos de São Paulo, precisamos ouvir o que dizem as letras dos Racionais MC's. E é impressionante a energia que despertam”.
No final de 2022, foi diagnosticado com doença de Parkinson, em estágio inicial, passando a realizar tratamento para doença com canábis medicinal.